# Oxandra acuminata
Oxandra acuminata Diels – gatunek rośliny z rodziny flaszowcowatych (Annonaceae Juss.). Występuje naturalnie w Peru. 

## Morfologia
PokrójZimozielone drzewo dorastające do 20 m wysokości.
LiścieMają podłużnie lancetowaty kształt. Mierzą 10 cm długości oraz 3 cm szerokości. Nasada liścia jest wąska. Blaszka liściowa jest całobrzega o spiczastym wierzchołku.
KwiatySą pojedyncze lub zebrane po 2–3 w pęczki, rozwijają się w kątach pędów. Płatki mają eliptyczny kształt i osiągają do 6–7 mm długości.
OwocePojedyncze, mają kształt od kulistego do elipsoidalnego.

## Biologia i ekologia
Rośnie w lasach pierwotnych.